# Sigrun Hoel
Sigrun Hoel (* 10. Oktober 1951) ist eine norwegische Juristin und Frauenrechtlerin. Sie war von 1984 bis 1988 Präsidentin der Norsk Kvinnesaksforening und amtierte 1984, 1988 und 1991 als Ombudsfrau der norwegischen Regierung für die Gleichstellung der Geschlechter.
Sie studierte Rechtswissenschaften an der Universität Oslo und machte dort 1977 ihren Abschluss als Volljuristin. Sie war seit 1979 am Aufbau der weltweit ersten Ombudsstelle für die Gleichstellung der Geschlechter als Stabschefin der damaligen Ombudsfrau Eva Kolstad beteiligt.